# Ogcocephalus radiatus
Ogcocephalus radiatus är en fiskart som först beskrevs av Mitchill, 1818.  Ogcocephalus radiatus ingår i släktet Ogcocephalus och familjen Ogcocephalidae. Inga underarter finns listade i Catalogue of Life.